# Kyle De Silva
Kyle Matthew De Silva (Croydon, 29 november 1993) is een Engels voetballer die doorgaans speelt als linksbuiten. In november 2023 verliet hij Sevenoaks Town.

## Clubcarrière
De Silva doorliep tussen 2005 en 2010 de jeugdopleiding van Crystal Palace. In april 2010 zette hij zijn handtekening onder zijn eerste professionele verbintenis, voor de duur van drie seizoenen. Zijn eerste wedstrijd in het eerste elftal speelde hij op 21 januari 2012, toen gespeeld werd op bezoek bij Blackpool. De Silva mocht in de zevenenzeventigste minuut bij een voorsprong van 0–1 zijn opwachting maken als invaller. Uiteindelijk werd het 2–1 voor Blackpool. In mei 2012 ondertekende de vleugelaanvaller een nieuw contract, wat hem tot medio 2015 bij de club moest houden. In het seizoen 2012/13 werd de Engelsman geveld door blessures en voor een half jaar speelde hij geen wedstrijden. In maart 2013 werd hij voor twee maanden gestald bij Barnet, waarvoor hij drie wedstrijden speelde. Aan het einde van het seizoen 2014/15 kreeg hij, na twee jaar zonder competitieoptredens, geen nieuwe verbintenis en moest hij Crystal Palace verlaten. Hierop verkaste De Silva naar Notts County, waar hij voor twee jaar tekende. Na zes wedstrijden gespeeld te hebben, mocht hij in 2016 alweer vertrekken.
Twee dagen later vond De Silva in FC Eindhoven een nieuwe werkgever. Bij de Nederlandse club zette hij zijn handtekening onder een verbintenis voor de duur van twee seizoenen. Bij Eindhoven kwam De Silva te spelen onder Ricardo Moniz, die hem ook al onder zijn hoede had gehad bij Notts County. De Engelsman maakte zijn debuut op 12 augustus 2016, toen door een doelpunt van Jack Tuijp met 0–1 werd verloren van FC Volendam. Moniz liet De Silva in de basis beginnen en in de blessuretijd van de tweede helft werd hij vervangen door Ivo Rossen. Zeven dagen later tekende de buitenspeler voor zijn eerste doelpunt. Tegen RKC Waalwijk mocht hij van Moniz in de basis starten. Mart Lieder opende na tweeëndertig minuten de score, waarna De Silva na een pass van Tibeau Swinnen zes minuten voor het einde van de wedstrijd de voorsprong verdubbelde. Door een doelpunt van Pieter Langedijk zou het uiteindelijk 2–1 worden.
Na twee seizoenen werd Silva's aflopende contract niet verlengd door FC Eindhoven. Hij keerde hierop terug naar Engeland en tekende een contract bij vijfdeklasser Bromley. Vanwege blessureleed kwam hij weinig in actie voor de ploeg uit Kent. Nadien speelde hij in de lagere reeksen van het Engelse amateurvoetbal.

## Clubstatistieken
| Seizoen | Club            | Competitie               | Competitie | Competitie | Beker | Beker | Internationaal | Internationaal | Totaal | Totaal |
| Seizoen | Club            | Competitie               | Wed.       | Dlp.       | Wed.  | Dlp.  | Wed.           | Dlp.           | Wed.   | Dlp.   |
| ------- | --------------- | ------------------------ | ---------- | ---------- | ----- | ----- | -------------- | -------------- | ------ | ------ |
| 2011/12 | Crystal Palace  | Championship             | 6          | 0          | 1     | 0     | —              | —              | 7      | 0      |
| 2012/13 | Crystal Palace  | Championship             | 1          | 0          | 1     | 0     | —              | —              | 2      | 0      |
| 2012/13 | → Barnet        | League Two               | 3          | 0          | 0     | 0     | —              | —              | 3      | 0      |
| 2013/14 | Crystal Palace  | Premier League           | 0          | 0          | 1     | 0     | —              | —              | 1      | 0      |
| 2014/15 | Crystal Palace  | Premier League           | 0          | 0          | 0     | 0     | —              | —              | 0      | 0      |
| 2015/16 | Notts County    | League Two               | 4          | 0          | 2     | 0     | —              | —              | 6      | 0      |
| 2016/17 | FC Eindhoven    | Eerste divisie           | 25         | 2          | 2     | 0     | —              | —              | 27     | 2      |
| 2017/18 | FC Eindhoven    | Eerste divisie           | 24         | 2          | 1     | 0     | —              | —              | 25     | 2      |
| 2018/19 | Bromley FC      | National League          | 4          | 0          | 0     | 0     | —              | —              | 4      | 0      |
| 2018/19 | → Canvey Island | Isthmian Football League | 2          | 0          | 0     | 0     | —              | —              | 2      | 0      |
| Totaal  | Totaal          | Totaal                   | 69         | 4          | 8     | 0     | 0              | 0              | 77     | 4      |

Bijgewerkt op 26 november 2024.